# Козел-Поклевські
Козелло-Поклевські герба Козел (лит. Kozielos-Poklevskiai, пол. Koziełł-Poklewski, рос. Козелло-Поклевские) — шляхетський, а також дворянський рід.

## Походження
Засновником роду вважається Петро Козлов, який разом із князем Андрієм Курбським перебрались до Речі Посполитої під час Лівонської війни. Тоді після битви на Улі (Чашниках), коли Московський фронт розпався, на річпосполитську сторону перейшов, князь Курбський разом з Козловим. Ймовірно, що останній був не простого походження, через що король Сигізмунд Август надав йому маєток Поклево в Ошмянському повіті та шляхетство. Правнук Петра — Фабіан Іванович Козелло-Поклевський був короткостроково вітебським каштеляном в 1616 р.
Також існує інша версія походження – від родоначальника Козела, який у 1415 році був послом Великого князівства Литовського і Руського у польській Вісліці.
В кінці 18 століття з'явилися дві нових гілки роду:
- литовські з садибою в Антокалі:
- вітебські з садибою на Биковщині (Лепельський район).

Рід Козел-Поклевських внесений до VI частини родовідних книг Віленської і Мінської губерній.